# FC Twente in het seizoen 2023/24 (vrouwen)
Het seizoen 2023/24 is het 17e jaar in het bestaan van de Enschedese vrouwenvoetbalclub FC Twente. De club komt uit in de Eredivisie en neemt ook deel aan het toernooi om de KNVB beker. Door het behalen van de tweede plaats in het vorige voetbalseizoen is het team gekwalificeerd voor de Champions League.

## Seizoensverloop
Na afloop van het seizoen 2022/23 waren ze bij FC Twente gematigd tevreden. Ondanks dat de Supercup, de KNVB Beker en de Eredivisie Cup aan de prijzenkast werden toegevoegd, moest de belangrijkste prijs aan Ajax worden gelaten. Door een 2-1 nederlaag bij Fortuna Sittard en een 1-0 nederlaag bij concurrent Ajax liep Twente tegen cruciaal puntverlies op waardoor de Amsterdamse vrouwen kampioen werden.
De nieuwe strijd om het kampioenschap 2023/24 doet FC Twente met een grotendeels intact gebleven selectie. Toch waren er wel een aantal speelsters die de deur van FC Twente vrouwen achter zich dicht trokken. Topscorer van de afgelopen twee seizoenen met respectievelijk 33 en 30 goals, Fenna Kalma, vertrok naar het Vfl Wolfsburg van voormalig FC Twente trainer Tommy Stroot. Daarnaast heeft Bente Jansen na zeven seizoenen de club verlaten om aan de slag te gaan bij Ajax. Tevens moest FC Twente op zoek naar drie nieuwe keepsters, aangezien de drie keepsters van het afgelopen seizoen, Daphne van Domselaar, Lois Niënhuis en Inge Tijink, vertrokken naar respectievelijk Aston Villa, Ajax en PEC Zwolle. Als nieuwe eerste keepster kwam Daniëlle de Jong over van PSV. De andere twee keepsters die technisch directeur René Roord binnenhaalde waren Leonie Doege en Fiene Bussman. Zij kwamen over van Borussia Bocholt en Ajax. Clubicoon Maud Roetgering zwaaide eveneens af bij FC Twente. Zij besloot een einde te maken aan haar carrière om technisch manager te worden bij de vrouwen van PSV. Middenveldster Suzanne Giesen besloot eveneens naar PSV te vertrekken nadat Maud Roetgering haar overtuigde om toch nog niet te stoppen moet voetballen. Talentvolle middenveldster Sterre Kroezen werd op huurbasis gestald bij PEC Zwolle om eredivisie-ervaring op te kunnen doen. Tevens hebben verdedigster Caitlin Dijkstra en middenveldster Wieke Kaptein een contract ondertekend bij VfL Wolfsburg en Chelsea. Voor het seizoen 2023/24 zijn zij op huurbasis bij FC Twente gestald.
ADO Den Haag spits Jaimy Ravensbergen werd op 21 februari 2023 aangetrokken om het gemis van Fenna Kalma op te kunnen vangen. Echter raakte Ravensbergen begin april 2023 zwaar geblesseerd op de training bij ADO Den Haag. Hierdoor zal FC Twente haar een groot gedeelte van het seizoen 2023/24 moeten missen. Ook Liz Rijsbergen werd aangetrokken van ADO Den Haag. Rijsbergen wordt door Roord gezien als een van de grootste Nederlandse talenten. Andere speelsters die door FC Twente zijn aangetrokken zijn Feyenoord aanvoerder Annouk Boshuizen, de talentvolle Leonie Vliek en Jill Diekman van PEC Zwolle en de Amerikaanse Taylor Ziemer van het IJslandse Breiðablik Kópavogur. FC Twente aanvoerder Renate Jansen besloot haar contract voor één jaar te verlengen. Ook Belgisch international Elena Dhont, jeugdinternational Kim Everaerts en Kayleigh van Dooren hebben hun contract verlengd. Laatstgenoemde raakte zwaar geblesseerd in een wedstrijd tegen Excelsior Rotterdam in oktober 2022 en mist daardoor ook nog een groot gedeelte van het seizoen 2023/24. Vanuit de jeugdopleiding stroomden Eva Oude Elberink en Suus Verdaasdonk door naar het eerste elftal van FC Twente. Oude Elberink en Verdaasdonk, beiden jeugdinternationals, tekenden op 21 april 2023 hun eerste contract.
Het seizoen 2023/24 begon voor FC Twente met de strijd om de Supercup tegen landskampioen Ajax. Door doelpunten van Rijsbergen, Jansen (2×), Kaptein en Oude Elberink wist Twente de Supercup voor het tweede jaar op rij aan haar prijzenkast toe te voegen. Naast de strijd om het kampioenschap wil FC Twente ook graag de groepsfase van de UEFA Women's Champions League halen. Doordat FC Twente als tweede is geëindigd in het voorgaande seizoen stroomde FC Twente in in het League Path waarin het tegen andere niet-kampioenen speelt. In de eerste wedstrijd van de kwalificaties werd met 6-0 afgerekend met SK Sturm Graz, de nummer twee van Oostenrijk. Daarna volgde een duel tegen de nummer drie van Spanje, Levante UD. In deze wedstrijd keek FC Twente al snel tegen een 0-2 achterstand aan totdat een veelbesproken moment volgde. Een speelster van FC Twente lag geblesseerd op het veld waarna de bal werd uitgetrapt door Levante. Bij de inworp die volgde lieten alle speelsters van Levante de bal lopen totdat Renate Jansen haar kans greep en de bal achter Levante-keepster Emma Holmgren legde. Na afloop van de wedstrijd heeft Levante hier een officiële klacht bij de UEFA ingediend wegens onsportief gedrag van FC Twente. Nog voor rust wist Marit Auée de stand gelijk te trekken voor FC Twente waarna een spannende tweede helft volgde. Uiteindelijk wist FC Twente er met de winst vandoor te gaan nadat Sophie te Brake een vrije trap wist binnen te koppen. In de beslissende play-off wedstrijd nam FC Twente het in een tweeluik op tegen het Zweedse BK Häcken. In de eerste wedstrijd stond er een gelijke stand op het scorebord waardoor in de returnwedstrijd in de Grolsch Veste de beslissing viel. Ondanks een 1-0 voorsprong zagen de 8.000 aanwezige supporters het in de tweede helft helemaal misgaan: 1-2 werd de einduitslag. Opnieuw wist FC Twente de groepsfase van de Champions League niet te behalen. 
Op 16 september 2023 begon voor FC Twente de eredivisie nadat door Champions League verplichtingen de eerste wedstrijd tegen Sc Heerenveen naar december 2023 is uitgesteld. In deze wedstrijd op bezoek bij Telstar wist FC Twente na een 5-0 ruststand uit te lopen na een 7-0 overwinning. In de eerste wedstrijd op Sportpark Schreurserve, waar FC Twente dit seizoen haar thuiswedstrijd speelt door verbouwingen op Sportpark Het Diekman, wist FC Twente Feyenoord met 3-1 te verslaan.
In de eerste seizoenshelft bleef FC Twente foutloos. Grootste concurrenten Fortuna Sittard, PSV en Ajax werden met 3-1, 2-1 en 1-0 verslagen, waarna vier thuiswedstrijden volgden die FC Twente allemaal wist te winnen. In de tweede seizoenshelft kon FC Twente een beroep doen op Lieske Carleer, die overkwamen van Arizona Sun Devils en tekende tot medio 2025.. Tevens hervatten Jaimy Ravensbergen en Kayleigh van Dooren de groepstraining waardoor FC Twente gedurende de tweede seizoenshelft weer een beroep op deze aanvallend ingestelde speelsters kon doen.
De eerste vier wedstrijden en de eerste bekerwedstrijd van de tweede seizoenshelft werden probleemloos gewonnen door FC Twente. Op 3 maart 2024 speelde FC Twente de kraker tegen Ajax in De Grolsch Veste. Deze werd met 0-3 verloren waardoor de Tukkers haar grootste concurrent dichterbij zagen komen. Na een moeizame overwinning op PSV dankzij twee doelpunten van de teruggekeerde Elena Dhont, volgde opnieuw een teleurstelling door in de KNVB Beker uitgeschakeld te worden na een 3-0 nederlaag tegen Feyenoord. Ondanks nieuw puntenverlies tegen AZ kon FC Twente na een 1-0 overwinning op ADO Den Haag en een nederlaag van concurrent Ajax op bezoek bij sc Heerenveen op 21 april 2024 kampioen worden in de uitwedstrijd tegen FC Utrecht. Door een doelpunt van Marisa Olislagers kwam Twente in de eerste helft op voorsprong, maar door doelpunten van oud FC Twente speelster Lotje de Keijzer en Amber Visscher draaide FC Utrecht de wedstrijd volledig om. De gelijkmaker van Caitlin Dijkstra in de 90ste minuut was voor Twente onvoldoende om kampioen te worden. Op 1 mei 2024 kreeg FC Twente een nieuwe kans om kampioen te worden in een uitwedstrijd tegen Fortuna Sittard, maar door doelpunten van de Belgische speelsters Tessa Wullaert en Féli Delacauw liet FC Twente deze kans opnieuw liggen. Hierdoor kwam het aan op de laatste speeldag, waarin FC Twente Telstar ontving in de Grolsch Veste. Door twee doelpunten van de herstelde Jaimy Ravensbergen wist FC Twente op 11 mei 2024 voor de negende keer in haar historie landskampioen van de Vrouwen Eredivisie te worden. Renate Jansen (die bekendmaakte na 9 jaar te vertrekken bij FC Twente), Caitlin Dijkstra (naar VfL Wolfsburg), Wieke Kaptein (naar Chelsea F.C.), Danique Kerkdijk (stopt), Fieke Kroese (naar AZ), Annouk Boshuizen, Marisa Olislagers, Marit Auée, Leonie Doege, Taylor Ziemer en Anna-Lena Stolze (beiden naar 1. FC Köln) namen daarmee afscheid van de club met het landskampioenschap. Door het behaalde kampioenschap kwan FC Twente ook nog uit in de Eredivisie Cup. In de halve finale werd Fortuna Sittard met 3-0 verslagen door doelpunten van Jansen, Van Dooren en Auée. In de finale op 24 mei 2024 kwam FC Twente door een doelpunt van Ravensbergen met 1-0 voor maar in de tweede helft kwam het binnen vijf minuten met 1-2 achter. In de slotfase wist FC Twente de rug te rechten. Door doelpunten van Peddemors en Carleer werd PSV alsnog verslagen en wist FC Twente de Eredivisie Cup voor de derde keer tot haar prijzenkast toe te voegen.

## Selectie en technische staf

### Selectie
| Nr.             | Nat.                      | Naam                | Competitie  | Competitie  | Beker       | Beker       | Supercup    | Supercup    | Eredivisie Cup | Eredivisie Cup | Champions League kwalificatie | Champions League kwalificatie | Totaal      | Totaal      | Seizoen bij FC Twente | Vorige club               | Contract     |
| Nr.             | Nat.                      | Naam                | W           | Goal        | W           | Goal        | W           | Goal        | W              | Goal           | W                             | Goal                          | W           | Goal        | Seizoen bij FC Twente | Vorige club               | Contract     |
| Doelvrouwen     | Doelvrouwen               | Doelvrouwen         | Doelvrouwen | Doelvrouwen | Doelvrouwen | Doelvrouwen | Doelvrouwen | Doelvrouwen | Doelvrouwen    | Doelvrouwen    | Doelvrouwen                   | Doelvrouwen                   | Doelvrouwen | Doelvrouwen | Doelvrouwen           | Doelvrouwen               | Doelvrouwen  |
| --------------- | ------------------------- | ------------------- | ----------- | ----------- | ----------- | ----------- | ----------- | ----------- | -------------- | -------------- | ----------------------------- | ----------------------------- | ----------- | ----------- | --------------------- | ------------------------- | ------------ |
| 1               | Vlag van Nederland        | Daniëlle de Jong    | 18          | 0           | 2           | 0           | 1           | 0           | 0              | 0              | 4                             | 0                             | 25          | 0           | 1e                    | PSV                       | 30 juni 2025 |
| 16              | Vlag van Duitsland        | Leonie Doege        | 4           | 0           | 0           | 0           | 0           | 0           | 2              | 0              | 0                             | 0                             | 6           | 0           | 1e                    | Borussia Bocholt          | 30 juni 2024 |
| 22              | Vlag van Nederland        | Fiene Bussman       | 0           | 0           | 0           | 0           | 0           | 0           | 0              | 0              | 0                             | 0                             | 0           | 0           | 1e                    | Ajax                      | 30 juni 2025 |
| 31              | Vlag van Nederland        | Kiki Vissers        | 0           | 0           | 0           | 0           | 0           | 0           | 0              | 0              | 0                             | 0                             | 0           | 0           | 1e                    | Jeugd                     | 30 juni 2025 |
| Verdedigsters   |                           |                     |             |             |             |             |             |             |                |                |                               |                               |             |             |                       |                           |              |
| 2               | Vlag van Nederland        | Kim Everaerts       | 18          | 1           | 0           | 0           | 1           | 0           | 2              | 0              | 4                             | 0                             | 25          | 1           | 3e                    | Borussia Mönchengladbach  | 30 juni 2025 |
| 3               | Vlag van Nederland        | Danique Kerkdijk    | 7           | 0           | 0           | 0           | 1           | 0           | 0              | 0              | 2                             | 0                             | 10          | 0           | 6e                    | Brighton & Hove Albion FC | 30 juni 2024 |
| 4               | Vlag van Nederland        | Caitlin Dijkstra    | 22          | 1           | 2           | 0           | 1           | 0           | 0              | 0              | 4                             | 0                             | 29          | 1           | 3e                    | Ajax                      | 30 juni 2024 |
| 5               | Vlag van Nederland        | Marisa Olislagers   | 22          | 5           | 2           | 0           | 1           | 0           | 2              | 0              | 4                             | 0                             | 31          | 5           | 4e                    | ADO Den Haag              | 30 juni 2024 |
| 19              | Vlag van Nederland        | Lieske Carleer      | 4           | 0           | 2           | 0           | 0           | 0           | 2              | 1              | 0                             | 0                             | 8           | 1           | 1e                    | Arizona State Sun Devils  | 30 juni 2025 |
| 23              | Vlag van Nederland        | Marit Auée          | 18          | 2           | 1           | 0           | 1           | 0           | 2              | 1              | 4                             | 1                             | 26          | 4           | 2e                    | PEC Zwolle                | 30 juni 2024 |
| Middenveldsters |                           |                     |             |             |             |             |             |             |                |                |                               |                               |             |             |                       |                           |              |
| 6               | Vlag van Nederland        | Ella Peddemors      | 19          | 4           | 2           | 0           | 0           | 0           | 1              | 1              | 2                             | 0                             | 24          | 5           | 6e                    | Jeugd                     | 30 juni 2024 |
| 8               | Vlag van Nederland        | Danique van Ginkel  | 18          | 2           | 2           | 0           | 1           | 0           | 2              | 0              | 2                             | 0                             | 25          | 2           | 2e                    | sc Heerenveen             | 30 juni 2024 |
| 10              | Vlag van Nederland        | Kayleigh van Dooren | 5           | 0           | 2           | 0           | 0           | 0           | 2              | 1              | 0                             | 0                             | 9           | 1           | 3e                    | PSV                       | 30 juni 2025 |
| 15              | Vlag van Nederland        | Jill Diekman        | 1           | 1           | 0           | 0           | 0           | 0           | 0              | 0              | 1                             | 0                             | 2           | 1           | 2e                    | PEC Zwolle                | 30 juni 2026 |
| 18              | Vlag van Nederland        | Sophie te Brake     | 18          | 1           | 2           | 0           | 1           | 0           | 2              | 0              | 4                             | 2                             | 27          | 3           | 3e                    | Jeugd                     | 30 juni 2026 |
| 20              | Vlag van Nederland        | Wieke Kaptein       | 22          | 3           | 2           | 0           | 1           | 1           | 1              | 0              | 4                             | 0                             | 30          | 4           | 3e                    | Jeugd                     | 30 juni 2024 |
| 24              | Vlag van Nederland        | Annouk Boshuizen    | 2           | 0           | 0           | 0           | 0           | 0           | 1              | 0              | 1                             | 0                             | 4           | 0           | 1e                    | Feyenoord                 | 30 juni 2024 |
| 25              | Vlag van Verenigde Staten | Taylor Ziemer       | 20          | 9           | 2           | 0           | 0           | 0           | 0              | 0              | 2                             | 1                             | 24          | 10          | 1e                    | Breiðablik Kópavogur      | 30 juni 2025 |
| Aanvalsters     |                           |                     |             |             |             |             |             |             |                |                |                               |                               |             |             |                       |                           |              |
| 7               | Vlag van Duitsland        | Anna-Lena Stolze    | 9           | 0           | 0           | 0           | 0           | 0           | 1              | 0              | 2                             | 0                             | 12          | 0           | 5e                    | VfL Wolfsburg             | 30 juni 2024 |
| 9               | Vlag van Nederland        | Jaimy Ravensbergen  | 2           | 2           | 0           | 0           | 0           | 0           | 2              | 1              | 0                             | 0                             | '4          | 3           | 1e                    | ADO Den Haag              | 30 juni 2025 |
| 11              | Vlag van Nederland        | Renate Jansen       | 22          | 3           | 2           | 2           | 1           | 2           | 2              | 0              | 4                             | 2                             | 31          | 9           | 9e                    | ADO Den Haag              | 30 juni 2024 |
| 12              | Vlag van Nederland        | Leonie Vliek        | 19          | 3           | 2           | 0           | 1           | 0           | 2              | 0              | 4                             | 3                             | 27          | 6           | 1e                    | PEC Zwolle                | 30 juni 2025 |
| 13              | Vlag van België           | Elena Dhont         | 6           | 2           | 1           | 0           | 0           | 0           | 2              | 0              | 0                             | 0                             | 9           | 2           | 4e                    | KAA Gent                  | 30 juni 2024 |
| 14              | Vlag van Nederland        | Liz Rijsbergen      | 20          | 10          | 2           | 1           | 1           | 1           | 0              | 0              | 4                             | 2                             | 27          | 14          | 1e                    | ADO Den Haag              | 30 juni 2025 |
| 17              | Vlag van Nederland        | Fieke Kroese        | 7           | 0           | 0           | 0           | 1           | 0           | 1              | 0              | 1                             | 1                             | 10          | 1           | 4e                    | Jeugd                     | 30 juni 2024 |
| 21              | Vlag van Nederland        | Eva Oude Elberink   | 11          | 1           | 1           | 1           | 1           | 1           | 0              | 0              | 1                             | 0                             | 14          | 3           | 2e                    | Jeugd                     | 30 juni 2025 |
| 28              | Vlag van Nederland        | Sofie Vermeer       | 0           | 0           | 0           | 0           | 0           | 0           | 0              | 0              | 0                             | 0                             | 0           | 0           | 2e                    | Jeugd                     | Contractloos |
| 29              | Vlag van Nederland        | Rose Ivens          | 0           | 0           | 0           | 0           | 0           | 0           | 0              | 0              | 0                             | 0                             | 0           | 0           | 1e                    | Jeugd                     | 30 juni 2027 |
| 30              | Vlag van Nederland        | Suus Verdaasdonk    | 7           | 2           | 0           | 0           | 1           | 0           | 0              | 0              | 0                             | 0                             | 8           | 2           | 1e                    | Jeugd                     | 30 juni 2026 |
| Nr.             | Nat.                      | Naam                | W           | Goal        | W           | Goal        | W           | Goal        | W              | Goal           | W                             | Goal                          | W           | Goal        | Seizoen bij FC Twente | Vorige club               | Contract     |
| Nr.             | Nat.                      | Naam                | Competitie  | Competitie  | Beker       | Beker       | Supercup    | Supercup    | Eredivisie Cup | Eredivisie Cup | Champions League kwalificatie | Champions League kwalificatie | Totaal      | Totaal      | Seizoen bij FC Twente | Vorige club               | Contract     |

### Legenda
| # | Reden                                          |
| - | ---------------------------------------------- |
|   | Heeft de club in het lopende seizoen verlaten. |

### Technische staf
| Naam           | Functie           |
| -------------- | ----------------- |
| Joran Pot      | Hoofdtrainer      |
| Kirsten Bakker | Assistent-trainer |

## Transfers

### Zomer

#### Aangetrokken 2023/24
| Nat.                      | Naam               | Van                  | Contract     | Bijzonderheden |
| ------------------------- | ------------------ | -------------------- | ------------ | -------------- |
| Vlag van Nederland        | Annouk Boshuizen   | Feyenoord            | 30 juni 2024 |                |
| Vlag van Nederland        | Fiene Bussman      | AFC Ajax.            | 30 juni 2025 |                |
| Vlag van Nederland        | Jill Diekman       | PEC Zwolle           | 30 juni 2026 |                |
| Vlag van Nederland        | Caitlin Dijkstra   | VfL Wolfsburg        | 30 juni 2024 | Huur           |
| Vlag van Duitsland        | Leonie Doege       | Borussia Bocholt     | 30 juni 2024 |                |
| Vlag van Nederland        | Daniëlle de Jong   | PSV                  | 30 juni 2025 |                |
| Vlag van Nederland        | Wieke Kaptein      | Chelsea F.C.         | 30 juni 2024 | Huur           |
| Vlag van Nederland        | Jaimy Ravensbergen | ADO Den Haag         | 30 juni 2025 |                |
| Vlag van Nederland        | Liz Rijsbergen     | ADO Den Haag         | 30 juni 2025 |                |
| Vlag van Nederland        | Leonie Vliek       | PEC Zwolle           | 30 juni 2025 |                |
| Vlag van Verenigde Staten | Taylor Ziemer      | Breiðablik Kópavogur | 30 juni 2025 |                |

#### Vertrokken 2023/24
| Nat.               | Naam                 | Naar           | Bijzonderheden |
| ------------------ | -------------------- | -------------- | -------------- |
| Vlag van Nederland | Caitlin Dijkstra     | VfL Wolfsburg  |                |
| Vlag van Nederland | Daphne van Domselaar | Aston Villa FC |                |
| Vlag van Nederland | Suzanne Giesen       | PSV            |                |
| Vlag van Nederland | Bente Jansen         | AFC Ajax       | Einde contract |
| Vlag van Nederland | Fenna Kalma          | VfL Wolfsburg  |                |
| Vlag van Nederland | Wieke Kaptein        | Chelsea F.C.   |                |
| Vlag van Nederland | Sterre Kroezen       | PEC Zwolle     | Verhuurd       |
| Vlag van Nederland | Lois Niënhuis        | AFC Ajax       | Einde contract |
| Vlag van Nederland | Maud Roetgering      |                | Gestopt        |
| Vlag van Nederland | Inge Tijink          | PEC Zwolle     | Einde contract |

### Winter

#### Aangetrokken 2023/24
| Nat.               | Naam           | Van                      | Bijzonderheden |
| ------------------ | -------------- | ------------------------ | -------------- |
| Vlag van Nederland | Lieske Carleer | Arizona State Sun Devils |                |

#### Vertrokken 2023/24
| Nat. | Naam | Naar | Bijzonderheden |
| ---- | ---- | ---- | -------------- |
|      |      |      |                |

## Wedstrijdstatistieken

### Oefenwedstrijden
| Oefenwedstrijd 1                                                                  | FC Twente                                                         | 4 – 2 (3 – 2)    | PEC Zwolle                                                  | Opstelling FC Twente |
| 7 juli 2023 Aanvangstijd: 19.00 uur Plaats: Enschede Sportpark Schreurserve       | Liz Rijsbergen 17', 37' Elena Dhont 42' Sterre Kroezen 60' (pen.) | Wedstrijdverslag | 6' nnb. 29' nnb.                                            | 1e blok: Bussman, Everaerts, te Brake, Auée, Vliek, Kroezen, van Ginkel, Oude Elberink, Masseling, Dhont, Rijsbergen 2e blok: Bussman ( 45' de Jong), Olislagers, Appelman, te Brake, Everaerts, Kroezen, van Ginkel, Verdaasdonk, Vermeer, Dhont, Rijsbergen 3de blok: de Jong, Vliek, Auée, Appelman, Olislagers, te Brake, Kroezen, Verdaasdonk, Masseling, Oude Elberink, Vermeer |
| Oefenwedstrijd 2                                                                  | FC Twente                                                         | 2 – 0 (0 – 0)    | Bayer Leverkusen                                            | Opstelling FC Twente |
| 15 juli 2023 Aanvangstijd: 17.00 uur Plaats: Enschede Sportpark Schreurserve      | Elena Dhont 55' Jill Diekman 65'                                  | Wedstrijdverslag |                                                             | de Jong ( 38' Doege), Vliek, Auée, Everaerts ( 64' Kerkdijk), Olislagers, van Ginkel, Kroezen ( 64' Diekman), Verdaasdonk ( 50' Boshuizen), Rijsbergen ( 64' Masseling), Dhont, Oude Elberink ( 50' Vermeer) |
| Oefenwedstrijd 3                                                                  | FC Twente                                                         | 2 – 2 (2 – 2)    | RSC Anderlecht                                              | Opstelling FC Twente |
| 15 augustus 2023 Aanvangstijd: 14.00 uur Plaats: Horst Sportpark ter Horst        | Marisa Olislagers 37' Fieke Kroese 86'                            | Wedstrijdverslag | 30' Ștefania Vătafu 46' Ľudmila Maťavková                   | Doege, Everaerts ( 30' Olislagers), Kerkdijk ( 62' Appelman), van Ginkel ( 75' van Engen), Vliek ( 62' Everaerts), Rijsbergen ( 62' Kroese), Kroezen ( 62' Oude Elberink), Oude Elberink ( 30' Verdaasdonk), Masseling ( 45' Vermeer), van Engen ( 45' Boshuizen), Appelman ( 30' Auée)                                                                                               |
| Oefenwedstrijd 4                                                                  | FC Twente                                                         | 3 – 2 (0 – 1)    | Standard Luik                                               | Opstelling FC Twente |
| 19 augustus 2023 Aanvangstijd: 14.00 uur Plaats: Horst Sportpark ter Horst        | Danique van Ginkel 59', 60' Sterre Kroezen 76' (p.)               | Wedstrijdverslag | 45' Mariam Toloba 71' Welma Fon                             | Doege, Everaerts ( 45' van Engen 82' Vliek), Kerkdijk ( 62' te Brake), Olislagers, Stolze ( 30' Kroezen), van Ginkel, Vliek ( 70' Vermeer), Rijsbergen ( 70' Diekman), Kroese ( 45' Oude Elberink), van Engen ( 20' Auée), Verdaasdonk ( 45' Boshuizen) |
| Oefenwedstrijd 5                                                                  | SG Essen-Schönebeck                                               | 1 – 2 (0 – 1)    | FC Twente                                                   | Opstelling FC Twente |
| 26 augustus 2023 Aanvangstijd: 14.00 uur Plaats: Essen Helmut-Rahn Sportanlage    | Ramona Maier 74'                                                  | Wedstrijdverslag | 45+1' (e.d.) Jacqueline Meißner 49' Kim Everaerts           | Onbekend |
| Oefenwedstrijd 6                                                                  | Be Quick '28                                                      | 1 – 5 (0 - 4)    | FC Twente                                                   | Opstelling FC Twente |
| 29 augustus 2023 Aanvangstijd: 19:30 Plaats: Zwolle Sportpark Be Quick '28        | Maud Asbroek                                                      | Wedstrijdverslag | Fieke Kroese Jill Diekman Sophie te Brake Eva Oude Elberink | Onbekend |
| Oefenwedstrijd 7                                                                  | SV Werder Bremen                                                  | 1 – 0 (1 - 0)    | FC Twente                                                   | Opstelling FC Twente |
| 13 januari 2024 Aanvangstijd: 13:00 uur Plaats: Lastrup Sportschule Lastrup       | Michelle Ulbrich 42'                                              | Wedstrijdverslag |                                                             | Eerste helft: De Jong, Everaerts, Kerkdijk, Dijkstra, Oudenampsen, Boshuizen, Verdaasdonk, Kaptein, Kroese, Ziemer, Jansen Tweede helft: De Jong, Vliek, Carleer, Ivens, Olislagers, Van Ginkel, Peddemors, Te Brake, Rijsbergen, Van Engen, Vermeer |
| Oefenwedstrijd 8                                                                  | SV Meppen                                                         | 5 – 0            | FC Twente                                                   | Opstelling FC Twente |
| 3 februari 2024 Aanvangstijd: Onbekend Plaats: Ochtrup                            | Toma Ihlenburg Vildan Kardesler Antonia Heilker Testspeler        | Wedstrijdverslag |                                                             | Onbekend |
| Oefenwedstrijd 9                                                                  | SG Essen-Schönebeck                                               | 3 – 1 (2 – 0)    | FC Twente                                                   | Opstelling FC Twente |
| 25 februari 2024 Aanvangstijd: Onbekend Plaats: Essen                             | Annika Enderle Anja Pflüger Lena Ostermeier                       | Wedstrijdverslag | Onbekend                                                    | Onbekend |
| Oefenwedstrijd 10                                                                 | SV Meppen                                                         | 2 – 1 (0 - 1)    | FC Twente                                                   | Opstelling FC Twente |
| 4 april 2024 Aanvangstijd: 17:00 uur Plaats: Meppen (Hemsen) Schone & Bruns Arena | Laura Bröring Madelen Holme                                       | Wedstrijdverslag | Onbekend                                                    | Onbekend |
| Oefenwedstrijd 11                                                                 | PSV                                                               | 0 – 1 (0 - 0)    | FC Twente                                                   | Opstelling FC Twente |
| 12 april 2024 Aanvangstijd: 15:00 uur Plaats: Eindhoven PSV Campus De Herdgang    |                                                                   | Wedstrijdverslag | Sophie te Brake                                             | De Jong, Everaerts, Auée, Carleer ( 82' Dijkstra), Olislagers ( 60' Boshuizen), Van Ginkel, Kaptein ( 46' Van Dooren), Peddemors ( 46' Te Brake), Rijsbergen ( 46' Ziemer), Dhont ( 60' Stolze), Jansen |

### Eredivisie
|       | ADO Den Haag | Ajax  | AZ Alkmaar | Excelsior | Feyenoord | Fortuna Sittard | sc Heerenveen | PEC Zwolle | PSV   | Telstar | FC Utrecht |
| ----- | ------------ | ----- | ---------- | --------- | --------- | --------------- | ------------- | ---------- | ----- | ------- | ---------- |
| Thuis | 1 – 0        | 0 – 3 | 2 – 1      | 5 – 2     | 3 – 1     | 3 – 1           | 3 – 2         | 2 – 1      | 3 – 1 | 2 – 0   | 4 – 0      |
| Uit   | 2 – 3        | 0 – 1 | 2 – 2      | 0 – 2     | 0 – 3     | 2 – 0           | 0 – 2         | 0 – 4      | 1 – 2 | 0 – 7   | 2 – 2      |

| Speelronde 2                                                                               | Telstar | 0 – 7 (0 – 5)    | FC Twente | Opstelling FC Twente |
| 16 september 2023 Aanvangstijd: 14.00 uur Plaats: Velsen-Zuid 711 Stadion                  | | Wedstrijdverslag | 7' Renate Jansen 14', 32' Liz Rijsbergen 36' (e.d.) Puck Donker 40' Wieke Kaptein 87' Jill Diekman 89' Suus Verdaasdonk | de Jong, Everaerts ( 77' Diekman), Auée, Dijkstra ( 62' Kerkdijk), Olislagers ( 46' Kroese), van Ginkel, te Brake ( 62' Verdaasdonk), Kaptein, Jansen, Rijsbergen ( 62' Oude Elberink), Vliek        |
| Speelronde 3                                                                               | FC Twente | 3 – 1 (2 – 1)    | Feyenoord | Opstelling FC Twente |
| 1 oktober 2023 Aanvangstijd: 12.15 uur Plaats: Enschede Sportpark Schreurserve             | Taylor Ziemer 4' Liz Rijsbergen 11', 50'                                                                                 | Wedstrijdverslag | 44' Noëlle van der Sluijs                                                                                               | de Jong, Everaerts, Auée, Dijkstra, Olislagers, Kaptein ( 86' Verdaasdonk), Ziemer ( 66' Stolze), te Brake, Jansen, Rijsbergen ( 79' Oude Elberink), Vliek                                           |
| Speelronde 4                                                                               | Excelsior | 0 – 2 (0 – 0)    | FC Twente | Opstelling FC Twente |
| 6 oktober 2023 Aanvangstijd: 19.30 uur Plaats: Rotterdam Van Donge & De Roo Stadion        | | Wedstrijdverslag | 55' Sophie te Brake 79' (e.d.) Lynn Groenewegen                                                                         | De Jong, Everaerts, Auée, Dijkstra, Olislagers, te Brake ( 69' Kroese), Stolze ( 46' Ziemer), Wieke Kaptein ( 62' Peddemors), Jansen, Rijsbergen ( 90+2' Oude Elberink), Vliek                       |
| Speelronde 6                                                                               | ADO Den Haag | 2 – 3 (1 – 1)    | FC Twente | Opstelling FC Twente |
| 21 oktober 2023 Aanvangstijd: 14.00 uur Plaats: Den Haag Bingoal Stadion                   | Lobke Loonen 42' (pen.) Louise van Oosten 71' 90+1'                                                                      | Wedstrijdverslag | 28' Liz Rijsbergen 61' Marisa Olislagers 69' Wieke Kaptein                                                              | De Jong, Everaerts, Dijkstra, Kerkdijk ( 72' Auée), Olislagers ( 88' Kroese), Te Brake, Ziemer, Kaptein, Vliek, Rijsbergen ( 68' Stolze), Jansen                                                     |
| Speelronde 7                                                                               | FC Twente | 3 – 1 (2 – 0)    | Fortuna Sittard | Opstelling FC Twente |
| 5 november 2023 Aanvangstijd: 12.15 uur Plaats: Enschede Sportpark Schreurserve            | Marisa Olislagers 23' 28' Taylor Ziemer 40' Leonie Vliek 61'                                                             | Wedstrijdverslag | 62' Tessa Wullaert | Doege, Vliek, Dijkstra, Auée, Olislagers, te Brake, Ziemer ( 86' Stolze), Peddemors ( 67' Kroese), Kaptein, Rijsbergen, Jansen ( 81' Everaerts)                                                      |
| Speelronde 8                                                                               | PSV | 1 – 2 (0 – 1)    | FC Twente | Opstelling FC Twente |
| 10 november 2023 Aanvangstijd: 19.30 uur Plaats: Eindhoven PSV Campus De Herdgang          | Zera Hulswit 55' | Wedstrijdverslag | 4' Marisa Olislagers 54' 62' Renate Jansen 58' Wieke Kaptein                                                            | De Jong, Vliek, Dijkstra, Auée, Olislagers, te Brake ( 84' Everaerts), Peddemors ( 73' Van Ginkel), Kaptein, Rijsbergen ( 65' Stolze), Ziemer, Jansen                                                |
| Speelronde 9                                                                               | AFC Ajax | 0 – 1 (0 – 1)    | FC Twente | Opstelling FC Twente |
| 19 november 2023 Aanvangstijd: 12.15 uur Plaats: Amsterdam Sportpark De Toekomst           | Lily Yohannes 69' Sherida Spitse 75'                                                                                     | Wedstrijdverslag | 22' Renate Jansen 27' Danique van Ginkel 83' Sophie te Brake                                                            | De Jong, Vliek, Dijkstra, Auée, Olislagers, Van Ginkel ( 76' Te Brake), Ziemer, Kaptein, Peddemors, Rijsbergen ( 65' Everaerts), Jansen ( 87' Kroese)                                                |
| Speelronde 10                                                                              | FC Twente | 4 – 0 (1 – 0)    | FC Utrecht | Opstelling FC Twente |
| 24 november 2023 Aanvangstijd: 19.30 uur Plaats: Enschede Sportpark Schreurserve           | Ella Peddemors 27' Liz Rijsbergen 72' Ilse van der Zanden 75' (e.d.) Taylor Ziemer 81'                                   | Wedstrijdverslag | | De Jong, Vliek, Dijkstra, Auée ( 82' Kerkdijk), Olislagers, Van Ginkel ( 82' Te Brake), Ziemer ( 87' Verdaasdonk), Kaptein, Peddemors, Rijsbergen ( 82' Kroese), Jansen ( 73' Everaerts)             |
| Speelronde 11                                                                              | FC Twente | 2 – 1 (2 – 0)    | AZ | Opstelling FC Twente |
| 10 december 2023 Aanvangstijd: 16.45 uur Plaats: Enschede Sportpark Schreurserve           | Taylor Ziemer 11' 90+2' Marit Auée 24'                                                                                   | Wedstrijdverslag | 75' Veerle van der Most 88' Desiree van Lunteren 90+6' Karlijn Woons                                                    | De Jong, Vliek, Dijkstra, Auée ( 79' Kerkdijk), Olislagers, Van Ginkel, Peddemors ( 66' Te Brake), Kaptein, Rijsbergen, Ziemer, Jansen                                                               |
| Speelronde 5 (inhaalduel)                                                                  | FC Twente | 2 – 1 (0 – 1)    | PEC Zwolle | Opstelling FC Twente |
| 13 december 2023 Aanvangstijd: 18:45 uur Plaats: Enschede Sportpark Schreurserve           | Danique van Ginkel 41' Liz Rijsbergen 59', 83'                                                                           | Wedstrijdverslag | 19' Jasmijn Dijsselhof                                                                                                  | De Jong, Vliek ( 46' Everaerts), Dijkstra, Auée ( 46' Te Brake), Olislagers, Van Ginkel, Peddemors, Kaptein, Rijsbergen ( 85' Oude Elberink), Ziemer, Jansen                                         |
| Speelronde 1 (inhaalduel)                                                                  | FC Twente | 3 – 2 (2 – 2)    | Sc Heerenveen | Opstelling FC Twente |
| 17 december 2023 Aanvangstijd: 16.45 uur Plaats: Enschede Sportpark Schreurserve           | Leonie Vliek 12' Taylor Ziemer 33', 53' Wieke Kaptein 87'                                                                | Wedstrijdverslag | 23' Janneke Ennema 34' Lyanne Iedema                                                                                    | De Jong, Vliek, Dijkstra, Auée, Olislagers, Van Ginkel, Peddemors ( 73' Te Brake), Kaptein, Rijsbergen ( 90' Kroese), Ziemer, Jansen ( 90' Everaerts)                                                |
| Speelronde 13                                                                              | Feyenoord | 0 – 3 (0 – 2)    | FC Twente | Opstelling FC Twente |
| 28 januari 2024 Aanvangstijd: 16:30 uur Plaats: Rotterdam Sportcomplex Varkenoord          | Amber Verspaget 55' Dechamaily Lont 90+1'                                                                                | Wedstrijdverslag | 26' Ella Peddemors 45+3' Taylor Ziemer 56' Liz Rijsbergen                                                               | De Jong, Vliek, Te Brake, Dijkstra, Olislagers, Van Ginkel ( 84' Boshuizen), Peddemors ( 80' Verdaasdonk), Kaptein, Rijsbergen, Ziemer ( 68' Everaerts), Jansen ( 68' Oude Elberink)                 |
| Speelronde 12 (inhaalduel)                                                                 | Sc Heerenveen | 0 – 2 (0 – 1)    | FC Twente | Opstelling FC Twente |
| 31 januari 2024 Aanvangstijd: 19:30 uur Plaats: Heerenveen Sportpark Skoatterwâld          | | Wedstrijdverslag | 30' Danique van Ginkel 88' Leonie Vliek                                                                                 | De Jong, Vliek, Te Brake, Dijkstra, Olislagers, Van Ginkel, Peddemors, Kaptein, Rijsbergen ( 77' Everaerts), Ziemer ( 90+1' Verdaasdonk), Jansen ( 90+1' Oude Elberink)                              |
| Speelronde 14                                                                              | FC Twente | 5 – 2 (4 – 0)    | Excelsior | Opstelling FC Twente |
| 4 februari 2024 Aanvangstijd: 12.15 uur Plaats: Enschede Sportpark Schreurserve            | Taylor Ziemer 5' Wieke Kaptein 15' Danique van Ginkel 25' Kim Everaerts 33' Danique van Ginkel 38' Eva Oude Elberink 59' | Wedstrijdverslag | 55' Sabrine Ellouzi 90+4' Lynn Groenewegen                                                                              | De Jong, Everaerts, Te Brake 64' Carleer), Dijkstra, Olislagers, Van Ginkel ( 69' Boshuizen), Peddemors, Kaptein, Rijsbergen ( 77' Verdaasdonk), Ziemer ( 46' Oude Elberink), Jansen ( 64' Kerkdijk) |
| Speelronde 15                                                                              | PEC Zwolle | 0 – 4 (0 – 1)    | FC Twente | Opstelling FC Twente |
| 10 februari 2024 Aanvangstijd: 16:30 uur Plaats: Zwolle Sportpark de Vegtlust              | Kely Pruim 80' Tara te Wierik 90+2'                                                                                      | Wedstrijdverslag | 21' Taylor Ziemer 68' Liz Rijsbergen 77' 83' Marisa Olislagers 90+1' Suus Verdaasdonk                                   | De Jong, Vliek, Te Brake, Dijkstra, Olislagers, Van Ginkel, Peddemors, Kaptein, Rijsbergen ( 79' Everaerts), Ziemer ( 85' Verdaasdonk), Jansen ( 73' Oude Elberink)                                  |
| Speelronde 16                                                                              | FC Twente | 0 – 3 (0 – 2)    | AFC Ajax | Opstelling FC Twente |
| 3 maart 2024 Aanvangstijd: 12:15 uur Plaats: Enschede De Grolsch Veste Toeschouwers: 6.200 | | Wedstrijdverslag | 25' Romée Leuchter 38' Nadine Noordam 72' Jonna van de Velde                                                            | De Jong, Vliek, Te Brake ( 46' Auée), Dijkstra, Olislagers, Van Ginkel, Peddemors ( 63' Van Dooren), Kaptein, Rijsbergen ( 84' Carleer), Ziemer ( 70' Oude Elberink), Jansen                         |
| Speelronde 17                                                                              | FC Twente | 3 – 1 (1 – 0)    | PSV | Opstelling FC Twente |
| 10 maart 2024 Aanvangstijd: 14:30 uur Plaats: Enschede Sportpark Schreurserve              | Ella Peddemors 28' Elena Dhont 81', 88'                                                                                  | Wedstrijdverslag | 62' Joëlle Smits | De Jong, Vliek, Auée ( 79' Carleer), Dijkstra, Olislagers, Van Ginkel, Peddemors, Kaptein, Rijsbergen ( 90+1' Oude Elberink), Ziemer ( 78' Van Dooren), Jansen ( 70' Dhont)                          |
| Speelronde 18                                                                              | AZ | 2 – 2 (1 – 2)    | FC Twente | Opstelling FC Twente |
| 23 maart 2024 Aanvangstijd: 16:30 uur Plaats: Alkmaar AFAS Stadion                         | Floor Spaan 4' Isa Dekker 85'                                                                                            | Wedstrijdverslag | 8' (e.d.) Camie Mol 22' Ella Peddemors                                                                                  | De Jong, Vliek, Auée, Dijkstra, Olislagers, Van Ginkel, Peddemors, Kaptein, Rijsbergen ( 82' Van Dooren), Ziemer, Jansen ( 70' Dhont)                                                                |
| Speelronde 19                                                                              | FC Twente | 1 – 0 (1 – 0)    | ADO Den Haag | Opstelling FC Twente |
| 30 maart 2024 Aanvangstijd: 14.00 uur Plaats: Enschede Sportpark Schreurserve              | Marit Auée 13' Wieke Kaptein 56'                                                                                         | Wedstrijdverslag | 76' Bo Vonk 84' Daniëlle Noordermeer                                                                                    | De Jong, Everaerts, Auée, Dijkstra, Olislagers, Van Ginkel, Peddemors, Kaptein, Rijsbergen ( 84' Stolze), Dhont ( 72' Oude Elberink), Jansen ( 72' Ziemer)                                           |
| Speelronde 20                                                                              | FC Utrecht | 2 – 2 (1 – 1)    | FC Twente | Opstelling FC Twente |
| 21 april 2024 Aanvangstijd: 12.15 uur Plaats: Utrecht Sportcomplex Zoudenbalch             | Lotje de Keijzer 39' 90+6' Amber Visscher 77' Joni Paliama 79'                                                           | Wedstrijdverslag | 25' Marisa Olislagers 90' Caitlin Dijkstra                                                                              | Doege, Everaerts, Auée, Dijkstra, Olislagers, Van Ginkel, Peddemors ( 62' Van Dooren), Kaptein, Rijsbergen ( 11' Ziemer), Dhont ( 82' Stolze), Jansen ( 82' Te Brake)                                |
| Speelronde 21                                                                              | Fortuna Sittard | 2 – 0 (0 – 0)    | FC Twente | Opstelling FC Twente |
| 1 mei 2024 Aanvangstijd: 18.45 uur Plaats: Sittard Fortuna Sittard Stadion                 | Tessa Wullaert 69' Féli Delacauw 79'                                                                                     | Wedstrijdverslag | 61' Elena Dhont 64' Danique van Ginkel                                                                                  | Doege, Everaerts ( 67' Vliek), Auée, Dijkstra, Olislagers, Van Ginkel ( 86' Kerkdijk), Peddemors ( 79' Stolze), Kaptein, Dhont, Van Dooren ( 79' Te Brake), Jansen ( 67' Ravensbergen)               |
| Speelronde 22                                                                              | FC Twente | 2 – 0 (2 – 0)    | Telstar | Opstelling FC Twente |
| 11 mei 2024 Aanvangstijd: 16.30 uur Plaats: Enschede De Grolsch Veste                      | Jaimy Ravensbergen 30', 39' Renate Jansen 80'                                                                            | Wedstrijdverslag | | Doege, Everaerts ( 62' Vliek), Auée, Dijkstra ( 62' Carleer), Olislagers, Van Ginkel, Peddemors, Kaptein, Dhont ( 80' Kerkdijk), Ravensbergen ( 62' Ziemer), Jansen ( 89' Stolze)                    |

### KNVB Beker
| Achtste Finales                                                                      | AZ                                                                                  | 0 – 4 (0 – 2)    | FC Twente                                                       | Opstelling FC Twente |
| 16 februari 2024 Aanvangstijd: 19:30 uur Plaats: Wijdewormer Sportcomplex Kalverhoek |                                                                                     | Wedstrijdverslag | 20', 44' Renate Jansen 61' Liz Rijsbergen 85' Eva Oude Elberink | De Jong, Vliek, Te Brake ( 76' Carleer), Dijkstra, Olislagers, Van Ginkel, Peddemors ( 76' Van Dooren), Kaptein, Rijsbergen ( 76' Oude Elberink), Ziemer, Jansen     |
| Kwartfinale                                                                          | Feyenoord                                                                           | 3 – 0 (2 – 0)    | FC Twente                                                       | Opstelling FC Twente |
| 14 maart 2024 Aanvangstijd: 19:30 uur Plaats: Rotterdam Sportcomplex Varkenoord      | Sanne Koopman 8' Ella Van Kerkhoven 34' Romée van de Lavoir 56' Justine Brandau 79' | Wedstrijdverslag |                                                                 | De Jong, Kaptein ( 71' Auée), Carleer ( 71' Vliek), Dijkstra, Olislagers, Van Ginkel, Peddemors, Te Brake, Rijsbergen, Van Dooren ( 62' Ziemer), Jansen ( 62' Dhont) |

### Supercup
| Finale                                                                           | Ajax                                 | 2 – 5 (0 – 2)    | FC Twente                                                                                             | Opstelling FC Twente |
| 2 september 2023 Aanvangstijd: 14.00 uur Plaats: Amsterdam Sportpark De Toekomst | Tiny Hoekstra 49' Romée Leuchter 85' | Wedstrijdverslag | 1' Liz Rijsbergen 42', 59' Renate Jansen 65' Wieke Kaptein 78' Suus Verdaasdonk 81' Eva Oude Elberink | de Jong, Everaerts ( 86' Kerkdijk), Dijkstra, Auée, Olislagers, van Ginkel, te Brake ( 77' Verdaasdonk), Kaptein, Vliek, Rijsbergen ( 77' Oude Elberink), Jansen ( 68' Kroese) |

### Eredivisie Cup
| Halve Finale                                                                | FC Twente | 3 – 0 (2 – 0)    | Fortuna Sittard                                                | Opstelling FC Twente |
| 15 mei 2024 Aanvangstijd: 19.30 uur Plaats: Enschede Sportpark Schreurserve | Renate Jansen 4' Kayleigh van Dooren 41' Marit Auée 56' Kim Everaerts 75'                                                   | Wedstrijdverslag |                                                                | Doege, Everaerts, Auée, Carleer, Olislagers, Van Ginkel ( 80' Boshuizen), Van Dooren, Te Brake, Leonie Vliek ( 63' Dhont), Ravensberge 80' Kroese), Jansen ( 63' Stolze |
| Finale                                                                      | FC Twente | 3 – 2 (1 – 0)    | PSV                                                            | Opstelling FC Twente |
| 24 mei 2024 Aanvangstijd: 19.30 uur Plaats: Enschede Sportpark Schreurserve | Jaimy Ravensbergen 15' Danique van Ginkel 24' Leonie Vliek 68' Ella Peddemors 85' Lieske Carleer 90+4' Ella Peddemors 90+7' | Wedstrijdverslag | 71' (pen) Joëlle Smits 74' Nina Nijstad 90+6' Gwyneth Hendriks | Doege, Everaerts, Auée, Carleer, Olislagers, Van Ginkel ( 62' Te Brake), Van Dooren, Kaptein, Vliek ( 77' Peddemors), Ravensbergen ( 60' Dhont), Jansen                 |

### Champions League
| Eerste Ronde                                                                     | FC Twente                                                                                       | 6 – 0 (4 – 0)    | SK Sturm Graz                                                                                     | Opstelling FC Twente |
| 6 september 2023 Aanvangstijd: 19.00 uur Plaats: Enschede Sportpark Schreurserve | Liz Rijsbergen 15', 17' Renate Jansen 23' Sophie te Brake 42' Leonie Vliek 53' Fieke Kroese 65' | Wedstrijdverslag | 71' Merle Kirchstein                                                                              | de Jong, Everaerts ( 63' Kerkdijk), Dijkstra, Auée, Olislagers, van Ginkel, Te Brake ( 72' Boshuizen), Kaptein, Vliek ( 72' Oude Elberink), Rijsbergen ( 63' Diekman), R. Jansen ( 63' Kroese) |
| Eerste Ronde                                                                     | Levante UD                                                                                      | 2 – 3 (2 – 2)    | FC Twente                                                                                         | Opstelling FC Twente |
| 9 september 2023 Aanvangstijd: 19:30 uur Plaats: Enschede Sportpark Schreurserve | Paula Tomás 14' Alba Maria Redondo Ferrer 20' Silivia Lloris 54'                                | Wedstrijdverslag | 34' Renate Jansen 43' Marit Auée 56' Caitlin Dijkstra 69' Sophie te Brake 90+2' Marisa Olislagers | de Jong, Everaerts, Auée, Dijkstra, Olislagers, van Ginkel, Kaptein, Te Brake ( 86' Stolze), Vliek, Rijsbergen, Jansen                                                                         |
| 2e kwalificatieronde                                                             | BK Häcken                                                                                       | 2 – 2 (1 – 1)    | FC Twente                                                                                         | Opstelling FC Twente |
| 11 oktober 2023 Aanvangstijd: 18.30 uur Plaats: Göteborg Bravida Arena           | Felicia Schröder 45+2' Katariina Kosola 47' Filippa Curmark 74'                                 | Wedstrijdverslag | 15' Taylor Ziemer 53' Leonie Vliek                                                                | De Jong, Everaerts, Dijkstra, Auée, Olislagers, Kaptein, Ziemer ( 79' Peddemors), Te Brake, Vliek, Rijsbergen, Jansen                                                                          |
| 2e kwalificatieronde                                                             | FC Twente                                                                                       | 1 – 2 (1 – 0)    | BK Häcken                                                                                         | Opstelling FC Twente |
| 18 oktober Aanvangstijd: 19.00 uur Plaats: Enschede De Grolsch Veste             | Leonie Vliek 28' 33' Marisa Olislagers 90+3' Daniëlle de Jong 90+6'                             | Wedstrijdverslag | 41' Rosa Kafaji 61' 90+2' Anna Anvegård 65' Felicia Schröder                                      | De Jong, Everaerts, Dijkstra, Auée, Olislagers, Kaptein, Ziemer ( 46' Peddemors), Te Brake, Vliek ( 75' Stolze), Rijsbergen ( 80' Kerkdijk), Jansen                                            |

## Statistieken FC Twente 2023/2024

### Tussenstand FC Twente in de Nederlandse Eredivisie Vrouwen 2023 / 2024
| Stand | Gespeeld | Gewonnen | Gelijk | Verloren | Punten | Doelpunten voor | Doelpunten tegen | Gele kaarten | Rode kaarten |
| ----- | -------- | -------- | ------ | -------- | ------ | --------------- | ---------------- | ------------ | ------------ |
| 1e    | 22       | 18       | 2      | 2        | 56     | 56              | 21               | 13           | 0            |

### Topscorers
| #              | Naam                                   | Goal |
| -------------- | -------------------------------------- | ---- |
| 1.             | Liz Rijsbergen                         | 10   |
| 2.             | Taylor Ziemer                          | 9    |
| 3.             | Marisa Olislagers                      | 5    |
| 4.             | Ella Peddemors                         | 4    |
| 5.             | Renate Jansen                          | 3    |
| 5.             | Wieke Kaptein                          | 3    |
| 5.             | Leonie Vliek                           | 3    |
| 8.             | Marit Auée                             | 2    |
| 8.             | Elena Dhont                            | 2    |
| 8.             | Danique van Ginkel                     | 2    |
| 8.             | Jaimy Ravensbergen                     | 2    |
| 8.             | Suus Verdaasdonk                       | 2    |
| 13.            | Sophie te Brake                        | 1    |
| 13.            | Jill Diekman                           | 1    |
| 13.            | Caitlin Dijkstra                       | 1    |
| 13.            | Kim Everaerts                          | 1    |
| 13.            | Eva Oude Elberink                      | 1    |
| Eigen doelpunt |                                        |      |
| 1.             | Puck Donker (Telstar)                  | 1    |
| 1.             | Lynn Groenewegen (Excelsior Rotterdam) | 1    |
| 1.             | Camie Mol (AZ)                         | 1    |
| 1.             | Ilse van der Zanden (FC Utrecht)       | 1    |
| Totaal         | Totaal                                 | 56   |

| #      | Naam              | Goal |
| ------ | ----------------- | ---- |
| 1.     | Renate Jansen     | 2.   |
| 2.     | Eva Oude Elberink | 1    |
| 2.     | Liz Rijsbergen    | 1    |
| Totaal | Totaal            | 4    |

| #      | Naam                | Goal |
| ------ | ------------------- | ---- |
| 1.     | Marit Auée          | 1    |
| 1.     | Lieske Carleer      | 1    |
| 1.     | Kayleigh van Dooren | 1    |
| 1.     | Renate Jansen       | 1    |
| 1.     | Ella Peddemors      | 1    |
| 1.     | Jaimy Ravensbergen  | 1    |
| Totaal | Totaal              | 6    |

| #      | Naam              | Goal |
| ------ | ----------------- | ---- |
| 1.     | Renate Jansen     | 2    |
| 2.     | Wieke Kaptein     | 1    |
| 2.     | Liz Rijsbergen    | 1    |
| 2.     | Eva Oude Elberink | 1    |
| Totaal | Totaal            | 5    |

| #      | Naam            | Goal |
| ------ | --------------- | ---- |
| 1.     | Leonie Vliek    | 3    |
| 2.     | Liz Rijsbergen  | 2    |
| 2.     | Sophie te Brake | 2    |
| 2.     | Renate Jansen   | 2    |
| 5.     | Marit Auée      | 1    |
| 5.     | Fieke Kroese    | 1    |
| 5.     | Taylor Ziemer   | 1    |
| Totaal | Totaal          | 13   |

| #              | Naam                                     | Goal |
| -------------- | ---------------------------------------- | ---- |
| 1.             | Sophie te Brake                          | 3    |
| 1.             | Fieke Kroese                             | 3    |
| 3.             | Elena Dhont                              | 2    |
| 3.             | Danique van Ginkel                       | 2    |
| 3.             | Sterre Kroezen                           | 2    |
| 3.             | Liz Rijsbergen                           | 2    |
| 3.             | Jill Diekman                             | 2    |
| 8.             | Kim Everaerts                            | 1    |
| 8.             | Marisa Olislagers                        | 1    |
| 8.             | Eva Oude Elberink                        | 1    |
| Eigen doelpunt |                                          |      |
| 1.             | Jacqueline Meißner (SG Essen-Schönebeck) | 1    |
| Totaal         | Totaal                                   | 19   |

### Kaarten
| #      | Naam               | Kreeg geel |
| ------ | ------------------ | ---------- |
| 1.     | Danique van Ginkel | 4          |
| 1.     | Marisa Olislagers  | 4          |
| 3.     | Wieke Kaptein      | 4          |
| 4.     | Renate Jansen      | 2          |
| 5.     | Sophie te Brake    | 1          |
| 5.     | Daniëlle de Jong   | 1          |
| 5.     | Caitlin Dijkstra   | 1          |
| 5.     | Elena Dhont        | 1          |
| 5.     | Suus Verdaasdonk   | 1          |
| 5.     | Leonie Vliek       | 1          |
| 5.     | Taylor Ziemer      | 1          |
| Totaal | Totaal             | 19         |

| #      | Naam   | Kreeg voor de tweede keer geel en dus rood |
| ------ | ------ | ------------------------------------------ |
| –      |        | 0                                          |
| Totaal | Totaal | 0                                          |

| #      | Naam   | Weggestuurd |
| ------ | ------ | ----------- |
| 1.     |        |             |
| Totaal | Totaal | '           |

## Voetnoten
1 De Jong ·
2 Everaerts ·
4 Carleer ·
5 Knol ·
6 Groenewegen ·
7 Hulst ·
8 Van Ginkel ·
9 Ravensbergen ·
10 Van Dooren ·
11 Tuin ·
12 Vliek ·
14 Rijsbergen ·
15 Diekman ·
16 Lemey ·
17 Andradóttir ·
18 Te Brake ·
19 Proost ·
20 Van Dijk ·
21 Oude Elberink ·
22 Bussman ·
23 Verdaasdonk ·
24 Galic ·
25 Van der Vegt ·
26 Vissers ·
29 Ivens ·
Coach: Pot
· Assistent-coach: Bakker
ADO Den Haag · 
Ajax · 
AZ · 
Excelsior · 
Feyenoord · 
Fortuna Sittard · 
sc Heerenveen · 
PEC Zwolle · 
PSV · 
Telstar · 
FC Twente · 
FC Utrecht